# 阿马尔菲公国
阿马尔菲公国（意大利语：Ducato di Amalfi），或阿马尔菲共和国（意大利语：Repubblica di Amalfi）是一个曾在10世纪至11世纪实际上存在于意大利南部的以阿马尔菲为中心的事实上独立国家。阿马尔菲城及公国领土原是拜占庭帝国那不勒斯公国的一部分，958年从拜占庭独立并首次选举公爵（总督）。
在10世纪和11世纪，阿马尔菲的人口估计为50000-70000 人。它逐渐发展成为一个经济强国，一个商业中心，其商人在9世纪和10世纪主导了地中海和意大利的贸易，直到比萨、威尼斯、热那亚等北方的海上共和国崛起。1002年阿馬爾菲出動艦隊擊退進攻貝內文托與拿坡里的薩拉森軍隊。1073年，阿马尔菲公国被诺曼人罗伯特·吉斯卡尔征服，1137年被比萨劫掠而彻底衰落。

## 歷史
阿馬爾菲城在339年最初作為一個貿易據點建立。596年有了第一位主教。

## 引用資料
1. ↑   鹽野七生. . 北京: 中信. 2014年7月: 143. ISBN 9787508644981 （中文）.